# Веселокутська волость
Веселокутська волость — історична адміністративно-територіальна одиниця Таращанського повіту Київської губернії з центром у селі Веселий Кут.
Станом на 1886 рік складалася з 11 поселень, 7 сільських громад. Населення — 6721 особа (3108 чоловічої статі та 3613 — жіночої), 765 дворове господарство.
Наприкінці 1880-х років волость було ліквідовано, усі населені пункти увійшли до складу Жидівськогребельської волості.
|                     | Площа, десятин | У тому числі орної, дес. |
| ------------------- | -------------- | ------------------------ |
| Сільських громад    | 4810           | 3866                     |
| Приватної власності | 4032           | 3509                     |
| Надільної власності | 1343           | 1238                     |
| Іншої власності     | 144            | 123                      |
| Загалом             | 10329          | 8736                     |

Поселення волості:
- Веселий Кут — колишнє власницьке село при річці Гнилий Тікич, 1264 особи, 149 дворів, православна церква, школа, постоялий двір, водяний і 3 вітряних млини.
- Боярська Попівка — колишнє власницьке село при джерелах, 596 осіб, 62 двори, 2 каплиці: православна та католицька, школа, 2 постоялих будинки, 2 вітряних млини.
- Косяківка — колишнє власницьке село при річці Гнилий Тікич, 976 осіб, 114 дворів, православна церква, школа,  постоялий будинок, водяний і 7 вітряних млинів.
- Федюківка[2] — колишнє власницьке село при струмкові та озері, 1650 осіб, 206 дворів, православна церква, школа, 2 постоялих будинки, водяний і 6 вітряних млинів.
- Чаплинка — колишнє власницьке село при річці Гнилий Тікич, 975 осіб, 120 дворів,  православна церква, школа, поштова станція, постоялий будинок, водяний млин.